# Protoptila ticumanensis
Protoptila ticumanensis är en nattsländeart som beskrevs av Bueno-soria 1984. Protoptila ticumanensis ingår i släktet Protoptila och familjen stenhusnattsländor. Inga underarter finns listade i Catalogue of Life.